# Bromelia morreniana
Bromelia morreniana är en gräsväxtart som först beskrevs av Eduard August von Regel, och fick sitt nu gällande namn av Carl Christian Mez. Bromelia morreniana ingår i släktet Bromelia och familjen Bromeliaceae. Inga underarter finns listade i Catalogue of Life.